# Pachnistis
Pachnistis is een geslacht van vlinders van de familie dominomotten (Autostichidae), uit de onderfamilie Autostichinae.

## Soorten
- P. arens Meyrick, 1913
- P. cephalochra Meyrick, 1907
- P. craniota (Meyrick, 1913)
- P. cremnobathra Meyrick, 1928
- P. fulvocapitella Legrand, 1966
- P. inhonesta Meyrick, 1916
- P. morologa Meyrick, 1923
- P. nigropunctella Viette, 1955
- P. nubivaga Meyrick, 1921
- P. phaeoptila Bradley, 1961
- P. silens Meyrick, 1935